# ژایلن دنیلز
ژایلن دنیلز (انگلیسی: Jaelene Daniels؛ زادهٔ ۲۸ مهٔ ۱۹۹۳) بازیکن فوتبال اهل ایالات متحده آمریکا است.
از باشگاه‌هایی که در آن بازی کرده‌است می‌توان به وسترن نیویورک فلش اشاره کرد.
وی همچنین در تیم‌های ملی فوتبال United States women's national under-17 soccer team، زیر ۲۳ سال زنان ایالات متحده آمریکا، و زنان ایالات متحده آمریکا بازی کرده‌است.